# A kiskutya pizsamája
A kiskutya pizsamája a Frakk, a macskák réme című rajzfilmsorozat negyedik évadjának ötödik része.

## Alkotók
- Rendező, operatőr és animátor: Cseh András
- Írta: Bálint Ágnes
- Zenéjét szerezte: Pethő Zsolt
- Hangmérnök: Bársony Péter
- Vágó: Czipauer János
- Grafikai terv és forgatókönyvíró: Várnai György
- Háttér: Szálas Gabriella
- Rajzolták: Czeglédi Mária, Menyhárt Katalin, Somos Zsuzsa
- Munkatársak: Völler Ágnes, Zsebényi Béla
- Színes technika: György Erzsébet
- Gyártásvezető: Mezei Borbála

Készítette a Magyar Televízió megbízásából a Pannónia Filmstúdió

## Szereplők
- Frakk: Szabó Gyula
- Lukrécia: Schubert Éva
- Szerénke: Váradi Hédi
- Károly bácsi: Suka Sándor
- Irma néni: Pártos Erzsi
- Flóri: Somlai Edina
- Dóri: Ábel Anita
- Margit: Magda Gabi
- Margit férje: Varga T. József